# Municipio San Rafael (Santa Cruz)
Das Municipio San Rafael ist ein Verwaltungsbezirk im Departamento Santa Cruz im südamerikanischen Anden-Staat Bolivien.

## Lage im Nahraum
Das Municipio San Rafael ist eines von drei Municipios der Provinz José Miguel de Velasco. Es grenzt im Westen an das Municipio San Miguel, im Süden an die Provinz Chiquitos, im Osten an die Provinz Ángel Sandoval und im Norden an das Municipio San Ignacio de Velasco.
Das Municipio erstreckt sich zwischen etwa 16° 23' und 17° 17' südlicher Breite und 59° 27' und 60° 54' westlicher Länge, seine Ausdehnung von Westen nach Osten beträgt bis zu 150 Kilometer und von Norden nach Süden bis zu 80 Kilometer.
Das Municipio umfasst 48 Gemeinden (localidades), der zentrale Ort des Municipios ist die Landstadt San Rafael mit 2618 Einwohnern im zentralen westlichen Teil des Municipios (Volkszählung 2012).

## Geographie
Das Municipio San Rafael liegt im bolivianischen Tiefland in der Region Chiquitania, einer teilweise noch unberührten Landschaft zwischen Santa Cruz und der brasilianischen Grenze.
Das Klima der Region ist ein semi-humides Klima der warmen Tropen. Die monatlichen Durchschnittstemperaturen schwanken im Jahresverlauf nur geringfügig zwischen 20,8 °C im Juni und 26,8 °C im Oktober, wobei sie zwischen September und März fast konstant um 26 °C liegen. Das Temperatur-Jahresmittel beträgt 24,5 °C (siehe Klimadiagramm San Ignacio).
Die jährliche Niederschlagsmenge liegt im langjährigen Mittel bei 1257 mm. Drei Viertel des Niederschlags fallen in der Regenzeit von November bis März, während in der Trockenzeit in den ariden Monaten Juni, Juli und August kaum je 30 mm pro Monat fallen.

## Bevölkerung
Die Einwohnerzahl des Municipios ist zwischen 1992 und 2024 auf fast das Dreifache angestiegen:
| Jahr | Einwohner | Quelle       |
| ---- | --------- | ------------ |
| 1992 | 2906      | Volkszählung |
| 2001 | 5017      | Volkszählung |
| 2012 | 6139      | Volkszählung |
| 2024 | 8786      | Volkszählung |

Die Bevölkerungsdichte des Municipios bei der letzten Volkszählung von 2024 betrug 0,9 Einwohner/km², der Anteil der städtischen Bevölkerung lag bei 42,6 Prozent. Der Alphabetisierungsgrad bei den über 15-Jährigen war von 83,3 Prozent (1992) auf 89,4 Prozent im Jahr 2001 angestiegen. Die Lebenserwartung der Neugeborenen im Jahr 2001 betrug 66,1 Jahre, die Säuglingssterblichkeit war von 7,0 Prozent (1992) auf 5,4 Prozent im Jahr 2001 zurückgegangen.
99,8 Prozent der Bevölkerung sprechen Spanisch, 0,6 Prozent sprechen Quechua, 0,4 Prozent Aymara, 0,3 Prozent Guaraní, und 2,2 Prozent andere indigene Sprachen. (2001)
69,9 Prozent der Bevölkerung haben keinen Zugang zu Elektrizität, 22,4 Prozent leben ohne sanitäre Einrichtung (2001).
57,9 Prozent der 731 Haushalte besitzen ein Radio, 25,6 Prozent einen Fernseher, 39,0 Prozent ein Fahrrad, 8,3 Prozent ein Motorrad, 7,7 Prozent ein Auto, 11,4 Prozent einen Kühlschrank, und 2,3 Prozent ein Telefon. (2001)

## Politik
Ergebnis der Regionalwahlen (concejales del municipio) vom 4. April 2010:
| Wahl- berechtigte |  | Wahl- beteiligung | gültige Stimmen |  | OICH   | VERDES | ACHA   | MAS-IPSP |
| ----------------- |  | ----------------- | --------------- |  | ------ | ------ | ------ | -------- |
| 2.124             |  | 1.910             | 1.740           |  | 589    | 556    | 497    | 98       |
|                   |  | 89,9 %            | 91,1 %          |  | 33,9 % | 32,0 % | 28,6 % | 5,6 %    |

Ergebnis der Regionalwahlen (elecciones de autoridades políticas) vom 7. März 2021:
| Wahl- berechtigte |  | Wahl- beteiligung | gültige Stimmen |  | CREEMOS | MAS-IPSP | SOL    | MNR    | UNIDOS | ASIP   |
| ----------------- |  | ----------------- | --------------- |  | ------- | -------- | ------ | ------ | ------ | ------ |
| 3.487             |  | 3.008             | 2.758           |  | 1.658   | 824      | 112    | 75     | 72     | 17     |
|                   |  | 86,26 %           | 91,69 %         |  | 60,12 % | 29,88 %  | 4,06 % | 2,72 % | 2,61 % | 0,62 % |

## Gliederung
Das Municipio San Rafael untergliederte sich be der letzten Volkszählung von 2012 in die folgenden vier Kantone:
- 07-0303-01 Kanton San Rafael – 33 Ortschaften – 5.577 Einwohner (2001: 3.088 Einwohner)
- 07-0303-02 Kanton El Tuná – 1 Ortschaft – 146 Einwohner (2001: 900 Einwohner)
- 07-0303-03 Kanton San Fermin – 4 Ortschaften – 322 Einwohner (2001: 202 Einwohner)
- 07-0303-04 Kanton Villa Fatima – 10 Ortschaften – 94 Einwohner (2001: 827 Einwohner)

## Ortschaften
- Kanton San Rafael
  - San Rafael 2618 Einw. – San Rafael de Velasco 554 Einw. – El Tuná 549 Einw.

- Kanton El Tuna

- Kanton San Fermin

- Kanton Villa Fatima